# Capitan Flamingo
Capitan Flamingo è una serie animata canadese del 2006. In Italia la serie fu trasmessa dal gennaio 2008 su Jetix.

## Trama
La storia narra di un bambino, Milo Powell, oppresso da "un mondo fatto per adulti", e dal cugino Wendell, che crede di essere migliore del cugino in tutti i campi solo perché è più alto di mezzo centimetro, decide di diventare un supereroe per salvare i suoi amici da situazioni complicate. La sua aiutante è Liz-Beth, molto innamorata di lui, ma che sembra essere molto più intelligente di Milo.

## Personaggi e doppiatori italiani
- Milo Powell: Monica Bertolotti
- Lizbeth: Maria Letizia Scifoni
- Wendell: Gabriele Patriarca
- Rutger: Flavio Aquilone
- Max Roderick: Federico Bebi